# Секисов, Сергей Юрьевич
Сергей Юрьевич Секисов (родился 19 ноября 1986 в Душанбе, СССР) — российский регбист, столб (проп) команды «Локомотив-Пенза» и сборной России.

## Карьера
Учеба
В 2004 году поступил в ПАИИ. Окончил в 2009 году. Активно занимался гиревым спортом входил в сборную института по гирям. Выступал за сборную института  по рэгби.

### Клубная
Воспитанник пензенского регби. Первые шаги в регби делал в родной команде «Империя». После сокращения финансирования покинул команду с целым рядом других игроков. Сезон 2013 провел в казанской команде «Стрела-Агро», где выступал с земляками Сергеем Янюшкиным, Андреем Поливаловым и Артёмом Фатаховым. Первоначально сезон 2014 года должен был начать в «Металлурге», но в итоге оказался в «ВВА-Подмосковье».

### В сборной
За сборную дебютировал в 2013 году в матче против Италии А. Выступал за сборную на протяжении 3-х лет (2013-2016 годы), проведя за это время 19 матчей (результативными действиями не отметился).